# Stenocercus simonsii
Stenocercus simonsii este o specie de șopârle din genul Stenocercus, familia Tropiduridae, descrisă de Boulenger 1899. Conform Catalogue of Life specia Stenocercus simonsii nu are subspecii cunoscute.